# Ère de la balle morte

Ère de la balle morte (1900-1918 en jaune) avec les coups de circuit (HR), les triples (3B), les doubles (2B) et les simples (1B).

L’ère de la balle morte est le nom donné, dans l'histoire du baseball nord-américain, à la période allant de 1900 — bien que certains datent cela aux origines même du baseball — à 1919, année de l'émergence de Babe Ruth comme frappeur particulièrement puissant. L'année 1919 voit en effet Ruth établir un record historique de la ligue avec 29 coups de circuits, un exploit spectaculaire à cette époque qui révolutionna le baseball. L'ère de la balle morte se réfère donc à la période antérieure à l'émergence de Ruth, caractérisée par le faible score des jeux et un manque de coups de circuits.
Les causes de cette situation sont principalement dues aux styles de jeu en vogue à cette époque, styles aujourd'hui connus sous les noms de petite balle et jeu intérieur dont les Orioles de Baltimore, équipe dominante du XIXe siècle, se sont faits à la fois les adeptes et spécialistes. Ces stratégies de jeu en attaque se focalisent principalement sur les actions de frappe et court, de vols de buts, d'amortis, de balles volontairement frappées en direction du sol (tel le Baltimore chop inventé par les Orioles à cette époque), plutôt que la réalisation de fortes frappes et de coups de circuit.